# Авангард (Одеський район)
Аванга́рд — селище в Україні, в Одеському районі Одеської області. Адміністративний центр Авангардівської селищної громади. Населення становить 7 435 осіб.

## Географічне розташування
Розташоване в північно-східній частині району у верхів'ях Сухолиманської балки. Відстань до районного центру — 10 км.

## Історія
Селище Авангард — наймолодший населений пункт району. Тим не менш, розкидані на навколишніх полях кургани вказують на тисячолітнє історичне минуле земель, на яких розташована Авангардівська селищна територіальна громада. Та документально засвідчене заселення цієї місцевості розпочинається у першій чверті XIX століття — з бурхливим розвитком Одеси, який не міг не торкнутися і прилеглих до неї територій. Найпомітнішим поселенням того часу на місці сучасного Авангарду була, безсумнівно, дача архієрея (заміський будинок архієпископа, котрий зберігся до наших днів), яка пізніше дала назву хутору — Архієрейський (перейменованому за Радянської влади у Преображенське; зустрічається ще одна назва місцевості — поселення Володимирське).

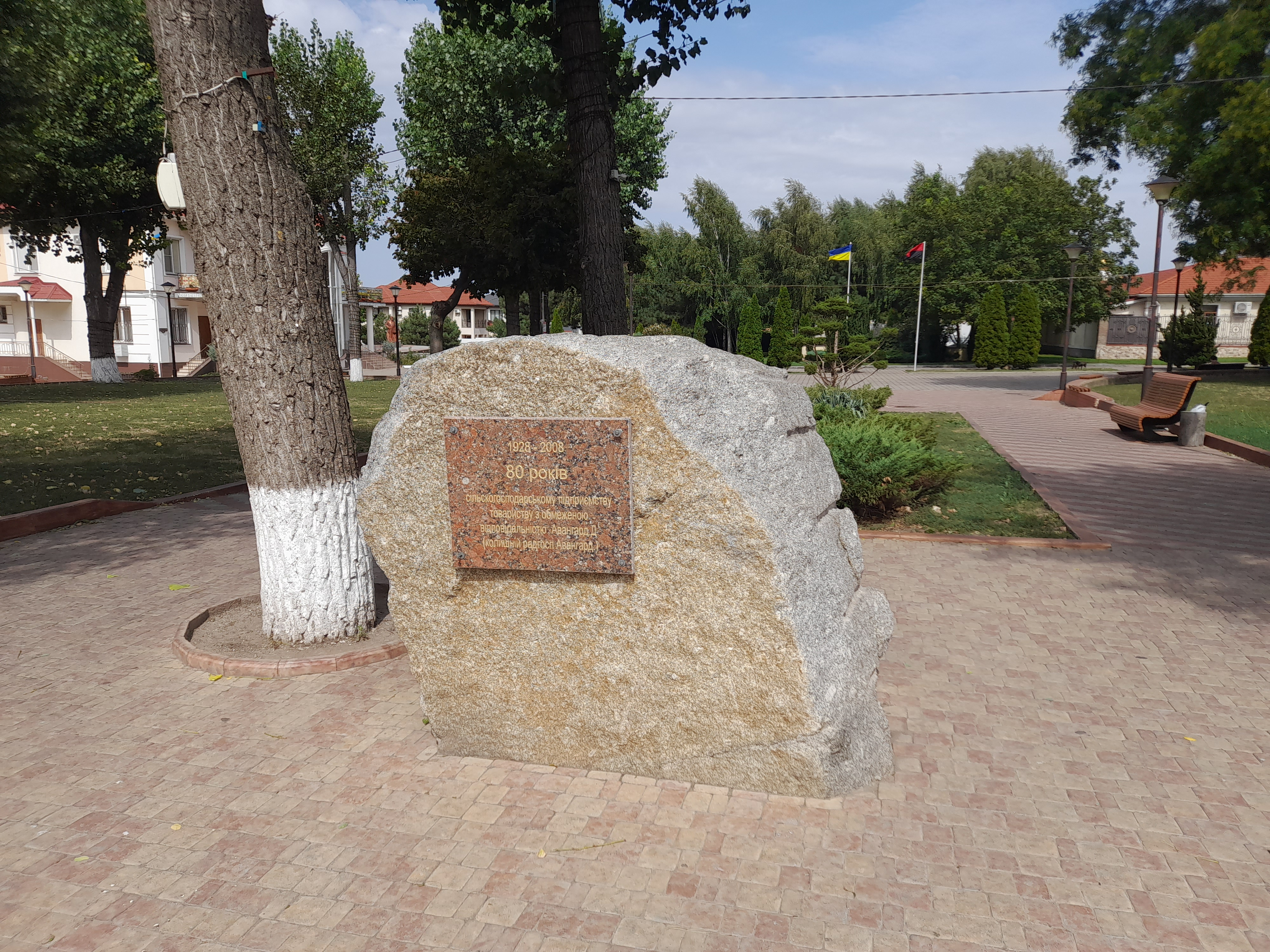
Меморіал на честь заснування селища

Місцеві мешканці, як і жителі більшості поселень навколо Одеси, займалися городництвом, хліборобством, тваринництвом, візництвом. Ці традиції визначили напрями розвитку економіки регіону й надалі. Та відправним моментом, який відіграв ключову роль в утворенні й розвитку сучасного селища Авангард, цілком обґрунтовано прийнято вважати заснування на цих землях у 1928 році підсобного господарства робітників м. Одеси, яке згодом дістане назву радгосп «Авангард».
Юридично його історія починається 22 травня 1995 року, коли президія Верховної Ради України прийняла постанову про присвоєння населеному пункту, а точніше житловому масиву радгоспу «Авангард» найменування селище міського типу Авангард. Згідно із законом від 26 жовтня 2023 р. «Про порядок вирішення окремих питань адміністративно-територіального
устрою України» статус смт було ліквідовано і населений пункт отримав статус селища.

## Політика

### Парламентські вибори, 2019
На позачергових парламентських виборах 2019 року у селищі функціонували окремі виборчі дільниці № 510672 і 511444, розташовані у приміщенні будинку культури.
Результати
- зареєстровано 4029 виборців, явка 42,22 %, найбільше голосів віддано за «Слугу народу» — 60,89 %, за «Опозиційну платформу — За життя» — 13,37 %, за Партію Шарія — 5,68 %.[3] В одномандатному окрузі найбільше голосів отримав Сергій Колебошин (Слуга народу) — 60,00 %, за Сергія Боба (Опозиційна платформа — За життя) — 8,99 %, за Василя Гуляєва (самовисування) — 6,45 %[4].

## Населення

### Мова
Розподіл населення за рідною мовою за даними перепису 2001 року:
| Мова            | Кількість | Відсоток |
| --------------- | --------- | -------- |
| російська       | 1447      | 61.13 %  |
| українська      | 882       | 37.26 %  |
| болгарська      | 12        | 0.51 %   |
| вірменська      | 11        | 0.47 %   |
| румунська       | 7         | 0.30 %   |
| білоруська      | 1         | 0.04 %   |
| гагаузька       | 1         | 0.04 %   |
| інші/не вказали | 6         | 0.25 %   |
| Усього          | 2367      | 100 %    |

## Символіка

### Герб
У лазуровому щиті золотий нитяний перев'яз зліва. У першій частині золота арка з срібними крилами, у другій срібний мішок із золотими монетами. Щит вписаний в золотий декоративний картуш і увінчаний срібною міською короною.

### Прапор
Квадратне полотнище розділене вертикально на три частини — жовту, синю, білу — в співвідношенні 2:3:2. На середній частині жовта арка з білими крилами, під якою білий мішок з жовтими монетами.

## Культура
КП «Будинок культури та відпочинку» Авангардівської селищної ради, в якому організовані та діють понад 25 студій різного напрямку (вокальні, хореографічні, театральні, спортивні (шахово-шашкові, бокс, дзюдо, карате, теніс, гирьового спорту, фітнесу), художньо-прикладного мистецтва, вивчення іноземних мов, ансамбль духових інструментів; бібліотека.
Виступи місцевих аматорів, особливо юних артистів, є окрасою різноманітних свят, які проводяться в селищі з нагоди знаменних дат та подій.

### Освіта

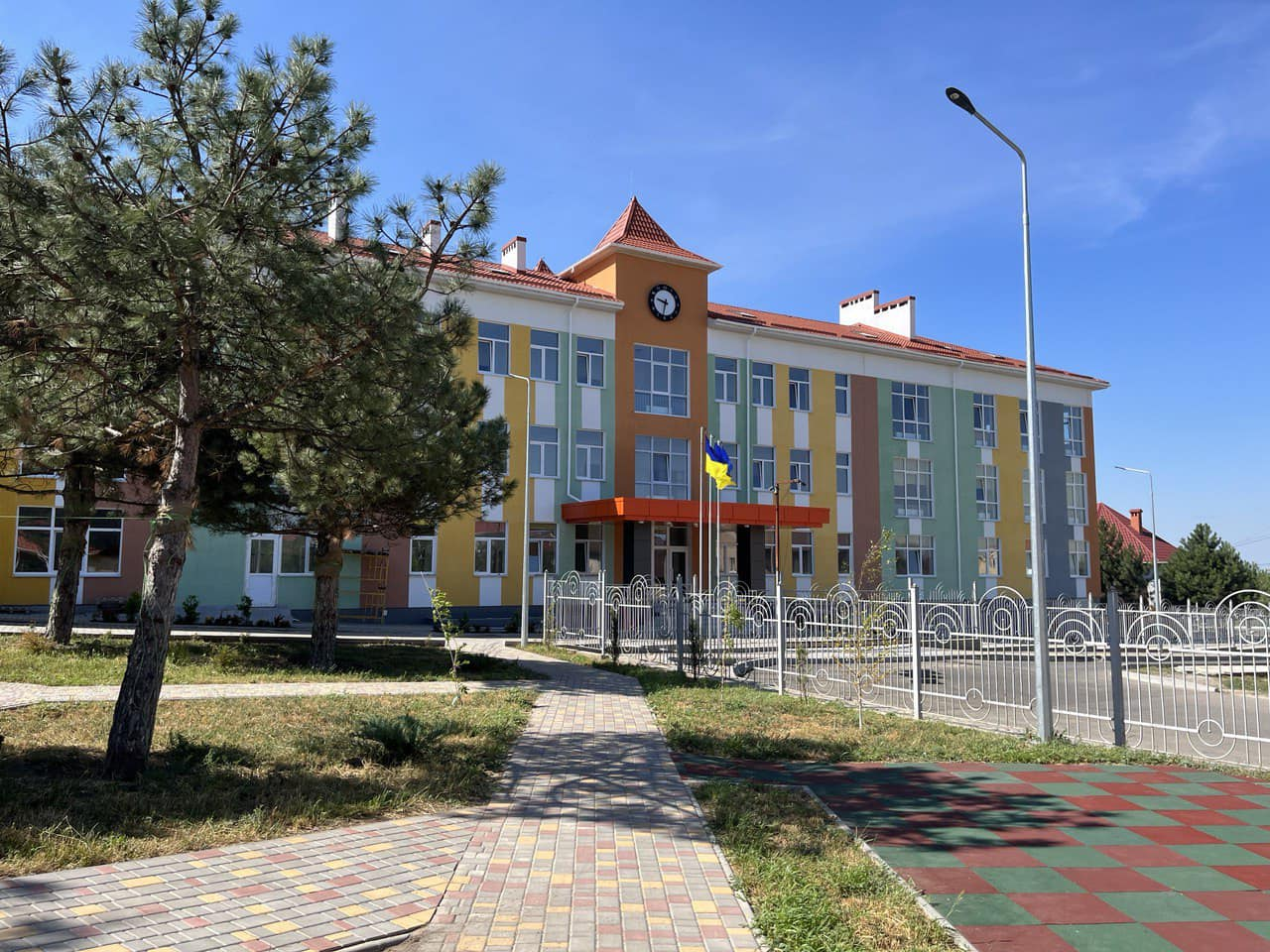
Авангардівська гімназія

На території селища функціонує сучасний дошкільний навчальний заклад — "Авангардівський навчально-виховний комплекс «Дошкільний навчальний заклад (дитячий садок) — загальноосвітня школа І ступеня» на 320 місць (14 виховних груп), зданий в експлуатацію у 2008 році.

### Спорт
Спортсмени Авангарду є постійними учасниками районних та обласних змагань і олімпіад.
На базі КП «Будинок культури та відпочинку» працюють спортивні секції: шахово-шашкові, бокс, дзюдо, карате, теніс, гирьового спорту, фітнесу.
На території селища є власний сучасний боксерський зал з рингом, в якому тренуються боксери БСК «Авангард».

### Релігія

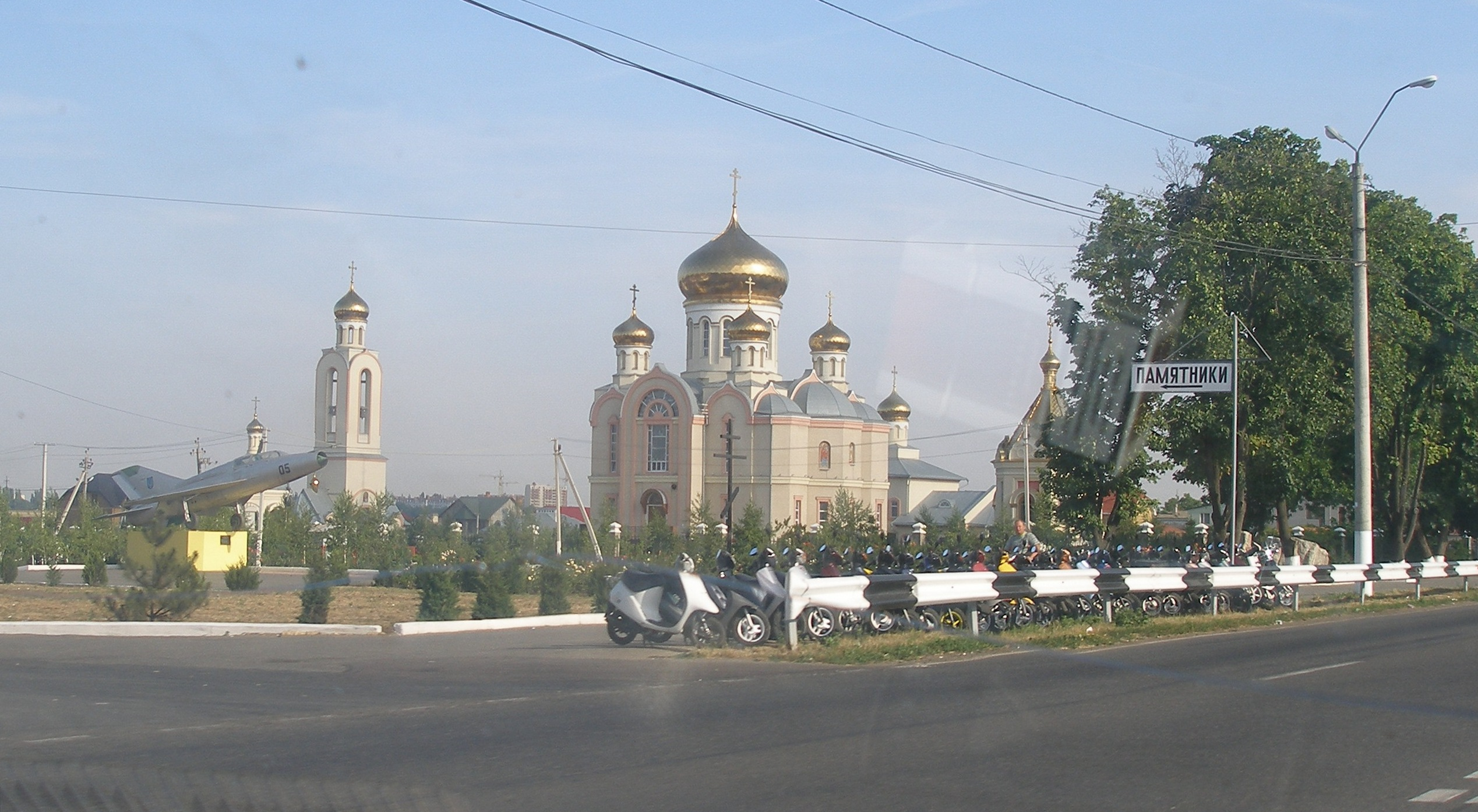
Храм Святого Віктора — знаходиться біля Об'їзної дороги навколо Одеси

Окрасою селища є унікальний комплекс храму Святого Віктора, що включає адмінбудинок, дзвіницю, усипальницю, каплицю для водосвятних молебнів і власне храм святого Віктора з нижнім боковим вівтарем, присвяченим святій мучениці Ірині, споруджений на особисті кошти В. Л. Добрянського і його доньки Ірини Добрянської.

## Економіка

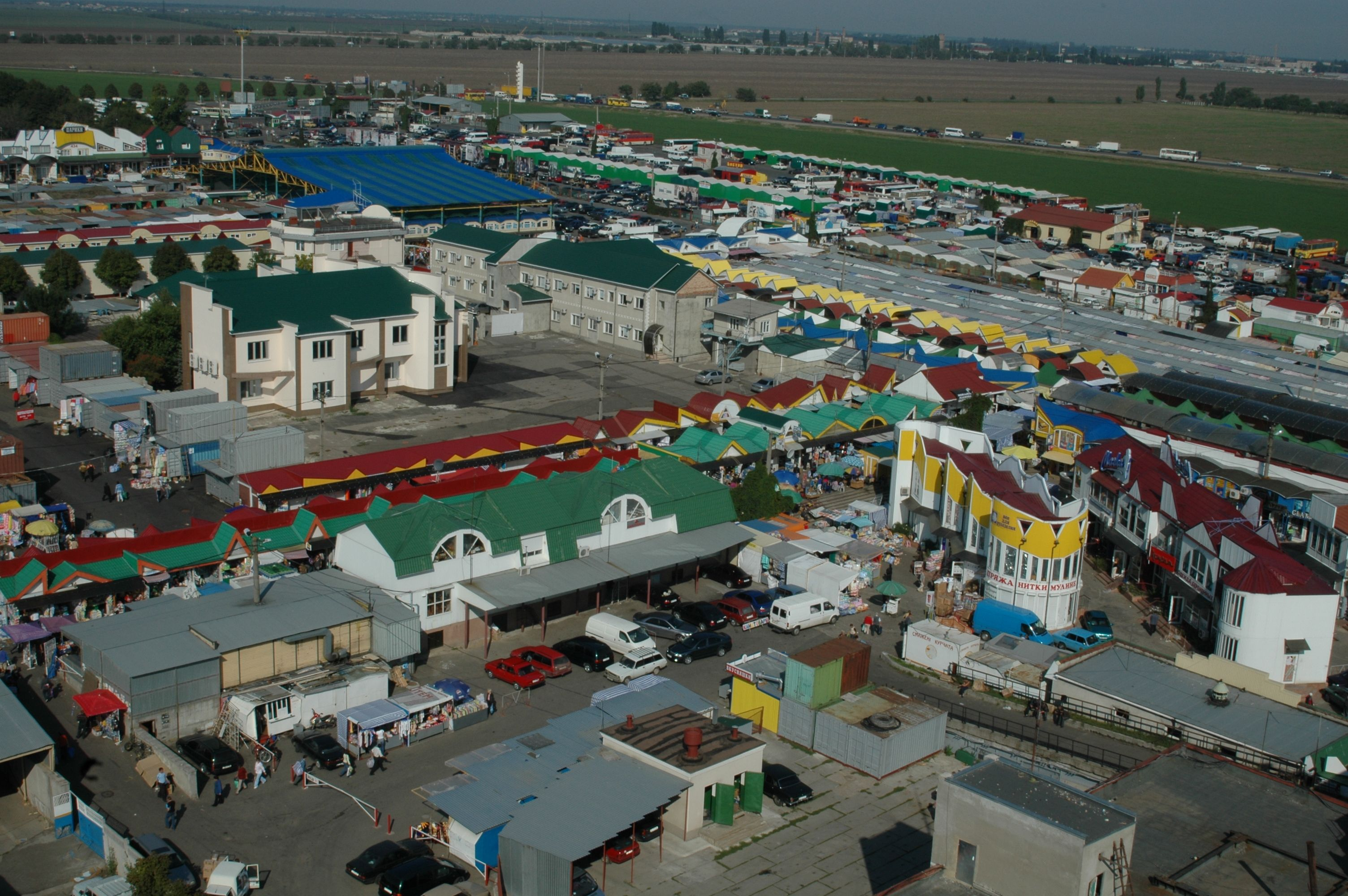
Промтоварний ринок Сьомий кілометр

Сільськогосподарський колись регіон сьогодні стає одним із провідних промислових центрів не лише Овідіопольського району, а й Одещини. На території ради працює 35 підприємств харчової промисловості, з виробництва будівельних матеріалів та інших галузей.
ТзОВ «Авангард-Д» — багатогалузеве потужне сільськогосподарське підприємство, в якому успішно застосовуються новітні технології та наукові досягнення, використовуються високопродуктивні енергозберігаючі техніка та механізми. Ферма підприємства є племзаводом по розведенню і вирощуванню корів української червоної молочної породи (річна продуктивність яких складає 5 тис. кг молока) та племрепродуктором з вирощування свиней української м'ясної та червонопоясної порід. Успішно розвивається овочівництво, де проходять апробацію та впроваджуються у виробництво найкращі сорти вітчизняної та зарубіжної селекції, закладено 135 га саду.
ТзОВ «Промтоварний ринок» (7 км) — найбільший оптово-роздрібний промтоварний ринок в Європі. На його території створено десятки тисяч торговельних і складських місць, щодня його відвідують більше 100 тис. покупців з різних регіонів України та зарубіжжя. Ринок входить до числа найзразковіших у державі щодо організації процесу торгівлі, сервісу, порядку.

## Медичне забезпечення
На території селища працюють 2 відділення Авангардівської амбулаторії загальної практики — сімейної медицини. З липня 2014 року у смт Авангард відкрито станцію базування автомобіля швидкої допомоги.

## Влада
Авангардівський селищний голова — Хрустовський Сергій Григорович. Перебуває на посаді з 2010 року.

## Пам'ятки
- Пам'ятник воїнам-односельцям[d], загиблим в роки Великої Вітчизняної війни;

## Відомі люди
- Віктор Добрянський — директор ТзОВ «Авангард-Д» і ТзОВ «Промтоварний ринок», ринок «Сьомий кілометр», «Заслужений працівник сільського господарства України»
- Валентин Женевський — співак і педагог, «Заслужений діяч естрадного мистецтва України»
- в селищі похований Кифоренко Борис Борисович — полковник ЗСУ, учасник російсько-української війни 2014—2015 років
- на Алеї Слави похований Поливяний Віктор Віталійович — полковник ЗСУ, учасник російсько-української війни, повний кавалер ордена Богдана Хмельницького, кавалер ордена Данила Галицького[6].

## Міста-побратими
- Криково, Молдова
- Тиргу-Окна, Румунія
- Бад-Верісгофен, Німеччина[7]
- Аненій-Ной, Молдова[8]